# Almelosche Radio Centrale
De Almelosche Radio Centrale was een radiocentrale die op 1 juli 1935 werd opgericht door de gemeenteraad van Almelo. Zij wezen Anthoni van Busschbach aan als exploitant.
In december 1940 werden alle radiocentrales in Nederland genationaliseerd door de Duitse bezetters en ondergebracht bij de PTT. De exploitant werd aan het einde van de oorlog gevangengezet en keerde na de oorlog verarmd en ondervoed terug. In het midden van de jaren 1950 kregen steeds meer mensen een eigen privéradio, werd de radiocentrale overbodig en werd uiteindelijk opgeheven.